# Phyllodonta timareta
Phyllodonta timareta là một loài bướm đêm trong họ Geometridae.